# Rozsonymitta
Rozsonymitta (1899-ig Rozsony-Miticz, szlovákul Rožňové Mitice) Trencsénmitta településrésze, egykor önálló falu Szlovákiában, a Trencséni kerületben, a Trencséni járásban, Trencséntől 18 km-re délkeletre. Ma Trencsénmitta déli részét képezi. 2001-ben Trencsénmitta 732 lakosából 712 szlovák volt.

## Története
1269-ben Mitha néven említik először. Neve a szláv Mita személynévből származik. Rozsonymitta neve 1439-ben bukkan fel először. 1489-ben Rosen Mytha, 1598-ban Roson Miticz néven említik. Ekkor 11 ház állt a településen. 1784-ben az első népszámlálás 25 házat, 41 családot és 217 lakost talált a településen. 1828-ban 51 háza és 271 lakosa volt. Lakói főként mezőgazdaságból éltek. A Szlovák Nemzeti Felkelés idején élént partizántevékenység folyt itt. 1945 után két kőbánya nyílott a faluban.
Vályi András szerint "MITTICZ. Kosztolán Mitticz, Nemes Mitticz, és R. Mitticz. Három tót falu Trentsén Várm. K. Mitticznek földes Ura a’ Nyitrai Püspökség, N. Mitticznek pedig több Urak, R. Mitticznek Modocsányi Uraság, lakosai katolikusok, és másfélék is, fekszenek egy máshoz nem meszsze, földgyei jók, vagyonnyaik külömbfélék, el adásra alkalmatos módgyok van."
Fényes Elek szerint "Miticz (Rozson), tót falu, Trencsén vmegyében: 182 kath., 5 zsidó lak. F. u. Molesiczky."
1910-ben 291, túlnyomórészt szlovák lakosa volt. A trianoni békeszerződésig Trencsén vármegye Báni járásához tartozott.
1960-ban Mittával és Nemesmittával egyesítették.

## Nevezetességei
- Rozsonymitta reneszánsz kastélya a 18. század elején épült. A 19. században neoklasszicista stílusban alakították át.

## Külső hivatkozások
- Községinfó
- Rozsonymitta Szlovákia térképén
- Tourist-channel.sk
- E-obce.sk Archiválva 2008. március 27-i dátummal a Wayback Machine-ben